# Condado de Washoe
El condado de Washoe es un condado ubicado en el estado estadounidense de Nevada. En el censo de 2000, había 339.486 personas. Se estima oficialmente la población al 1 de julio de 2006 a 409.085. Su sede es Reno.

## Historia
El condado Washoe se creó en 1861 como uno de los nueve originales condados de Nevada. Coge su nombre de la tribu Washo que vivían originalmente en la zona. Fue consolidado con el condado Roop en el 1883. Washoe City fue la primera sede del condado en el 1861; esa se trasladó a Reno (Nevada) en el 1871.

## Geografía
Según la Oficina del Censo de los Estados Unidos, el condado tiene una superficie total de 16.968
km². 16,426 km² es tierra y 541 km² es agua.
Hay dos ciudades incorporadas en el condado: Reno and Sparks.

### Carreteras principales
- Interestatal 80
- U.S. Route 395
- Ruta Estatal de Nevada 651
- Washoe County highway 447

### Condados Adyacentes
- Condado de Humboldt (Nevada) - este
- Condado de Pershing (Nevada) - este
- Condado de Churchill (Nevada) - este
- Condado de Lyon (Nevada) - sureste
- Condado de Storey (Nevada) - sur
- Condado de Carson (Nevada) - sur
- Condado de Placer - suroeste
- Condado de Nevada (California) - oeste
- Condado de Sierra (California) - oeste
- Condado de Lassen - oeste
- Condado de Modoc - oeste
- Condado de Lake (Oregón) - norte
- Condado de Harney (Oregón) - nordeste

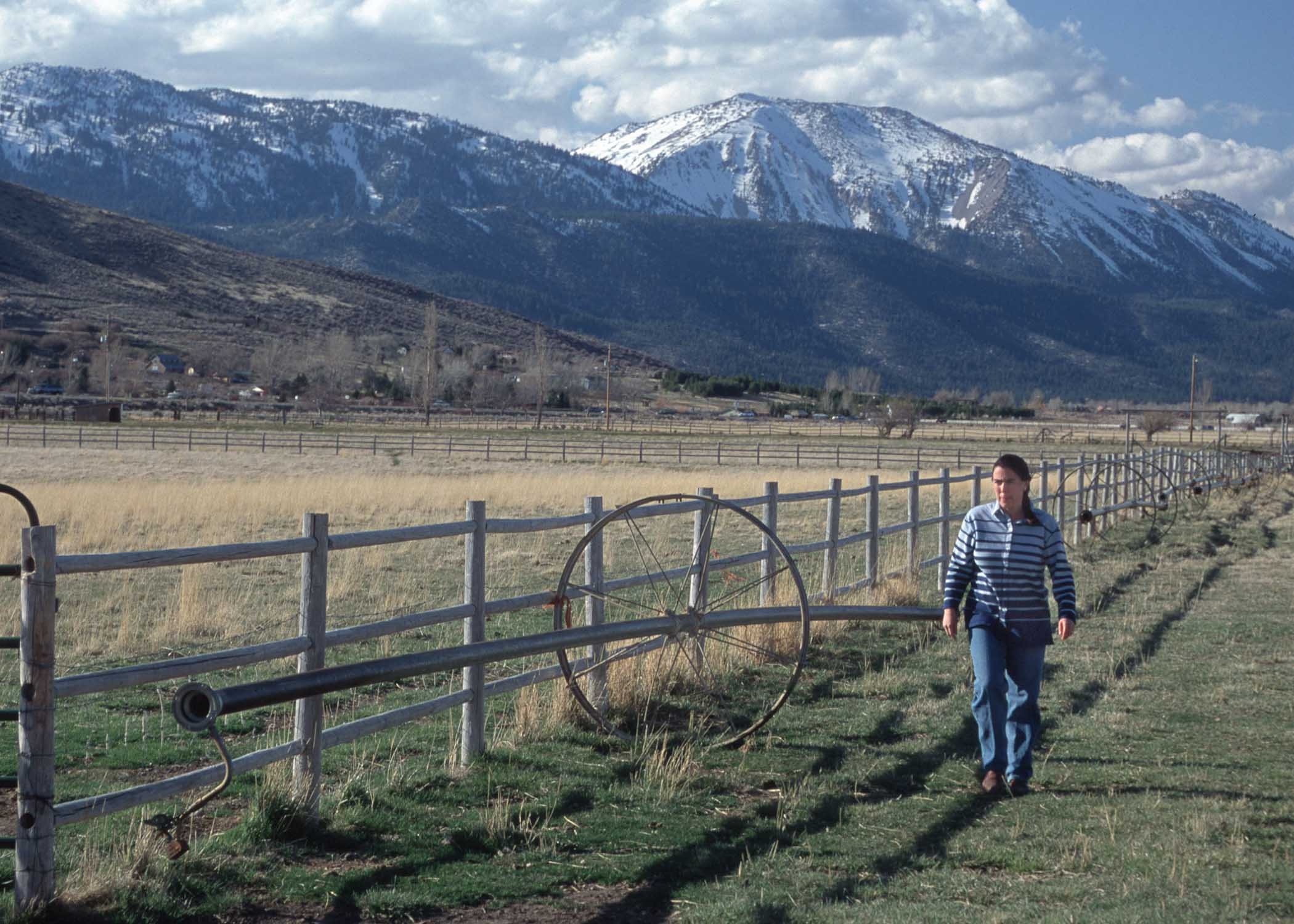
Un rancho en el condado de Washoe

## Demografía
Basado en el censo de 2000, había 339.486 personas, 132.084 casas, y 83.741 familias que residían en el condado. La densidad demográfica era de 21/km². Había 143.908 unidades de domicilios con una densidad media de 9/km². El cómputo racial del condado era 80,41% blancos, 2,09% negros o afroamericanos, 1,82% americanos nativos, 4,28% asiáticos, 0,46% isleño del Pacífico, 7,67% de otras razas, y 3,28% de dos o más razas. El 16,58% de la población era hispano o latino de cualquier raza. 
Había 132.084 casas, de las cuales el 31,10% tenían hijos con menos de 18 años viviendo en ellas; 47,90% eran matrimonios viviendo juntos; 10,30% eran familias sostenidas por una mujer sin marido presente; y el 36,60% no eran familias. El 27,00% de todas las casa eran de individuos y el 7,70% eran de una persona de 65 años o más viviendo sola. El tamaño medio de una casa era 2,53 personas, y el tamaño medio de una familia era 3,09 personas.
La población del condado se divide en el 24,90% con menos de 18 años, el 9,80% con entre 18 y 24 años, el 31,00% con entre 25 y 44 años, el 23,80% con entre 45 y 64 años, y el 10,50% con 65 años o más. La edad media era de 36 años. Para cada 100 mujeres hay 102,80 hombres. Para cada 100 mujeres con 18 años o más, había 101,80 hombres.
La renta media para una casa en el condado era $45.815, y la renta media para una familia era $54,283. Los varones tenían una renta media de $36.226 y las mujeres $27.953. La renta por persona del condado era $24.277. Cerca del 6,70% de las familias y el 10,00% de la población vivían por debajo de la línea de pobreza, incluyendo el 12,20% de los de menos de 18 años y el 6,20% de los que tenían 65 años o más.

## Ciudades y Pueblos
- Cold Springs
- Gerlach
- Gerlach-Empire
- Golden Valley
- Incline Village-Crystal Bay
- Lemmon Valley-Golden Valley
- Mogul
- New Washoe City
- Nixon
- Pleasant Valley
- Poeville
- Reno
- Spanish Springs
- Sparks
- Sun Valley
- Sutcliffe
- Verdi-Mogul
- Vya
- Wadsworth
- Washoe Valley